# Kedungcangkring (Pager Wojo)
Kedungcangkring is een bestuurslaag in het regentschap Tulungagung van de provincie Oost-Java, Indonesië. Kedungcangkring telt 3595 inwoners (volkstelling 2010).